# Světlana Išmuratovová
Světlana Irekovna Išmuratovová (rusky: Светлана Ирековна Ишмуратова, narozena 20. dubna 1972, Zlatoust) je bývalá ruská biatlonistka.
Jejím největším individuálním úspěchem je zisk zlaté olympijské medaile na hrách v Turíně roku 2006, z patnáctikilometrové tratě (vytrvalostní závod). Na stejné olympiádě brala ještě jednu zlatou medaili, ze štafety 4x6 km. Již z předchozích her v Salt Lake City si přivezla kolektivní úspěch, bronz ze štafety 4x7,5 km. Jejím nejlepším individuálním výsledkem na mistrovství světa bylo stříbro ze závodu s hromadným startem (12,5 km) v roce 2003. Jejím nejlepším celkovým umístěním na Světovém poháru bylo dvakrát šesté místo (2000, 2006). Původně byla lyžařkou, ale kariéru jí nešťastně přerušilo mylné obvinění z dopingu, za něž později obdržela oficiální omluvu. V nucené pauze jí nicméně tehdy bylo nabídnuto, aby zkusila biatlon. U něj už zůstala. V prosinci 2007 byla zvolena poslankyní ruského parlamentu za putinovskou stranu Jednotné Rusko. Roku 2008 oficiálně ukončila kariéru a začala se naplno věnovat politice.